# The Old Reader
The Old Reader is een webgebaseerde feedreader waarmee nieuwe items uit webfeeds kunnen verzameld worden en vervolgens gelezen of bekeken. Dit kunnen nieuwsartikels, blogitems, afbeeldingen en andere internetinhoud zijn.
De website en functies zijn geïnspireerd op Google Reader, dat op 1 juli 2013 werd stopgezet.

## Geschiedenis
The Old Reader werd als hobbyproject gestart door de Oekraïense Elena Bulygina, Dmitry Krasnoukhov en Anton Tolchanov, geïnspireerd op klassieke layout van Google Reader. De dienst ontstond als alternatief voor Google Reader toen Google de sociale functies daaruit verwijderde; de eerste publieke versie werd gelanceerd op 12 juni 2012.
In maart 2013 had The Old Reader 10.000 gebruikers, maar de populariteit steeg snel nadat Google in maart 2013 aankondigde dat het Google Reader zou stopzetten. Eind april 2013 had het project 200.000 gebruikers en één van de oprichters, Anton, besloot te stoppen, waarna Elena en Dmitry overbleven.
Op 29 juli 2013 verklaarde het team van The Old Reader dat er 420.000 geregistreerde gebruikers waren en dat er die ene dag maar liefst 60.000 gebruikers waren bijgekomen.
In augustus 2013, een maand nadat Google Reader werd stopgezet, hadden twee overgebleven medeoprichters moeite om The Old Reader draaiende te houden door de grote toestroom van nieuwe gebruikers en de daarmee gepaard gaande uitdagingen. Het team kondigde aan dat ze de publieke versie wilden sluiten, zodat er alleen nog een privéwebsite zou overblijven voor een beperkt aantal mensen. Enkele dagen later werd echter in een andere aankondiging aangegeven dat de website dan toch openbaar zou blijven, met steun van een niet nader genoemde ‘rechtspersoon in de Verenigde Staten’. In november 2013 meldde het team dat de nieuwe eigenaar Levee Labs was.
Levee Labs investeerde in hardware-upgrades, veranderde van hostingprovider en implementeerde een aantal nieuwe functies, waaronder de langverwachte browser-bookmarklet. De oprichters van de site hebben publiekelijk reclame-gebaseerde tactieken ter ondersteuning van de dienst afgewezen; het nieuwe team deelt hun visie. Om de exploitatie te bekostigen van de verder gratis webapplicatie, werd in februari 2014 een Premium-abonnement geïntroduceerd. Daarnaast zijn er anno 2025 ook gesponsorde berichten te zien tussen de feeditems.
In maart 2024 plaatste Ben Wolf (een van de eigenaren van Levee Labs) op LinkedIn dat ze een overname hadden afgerond en dat The Old Reader een nieuw team zou krijgen, maar sindsdien zijn er geen verdere details vrijgegeven.

## Functies
De kernfuncties bestaan uit:
- Feeds toevoegen en indelen in mappen.
- Automatisch regelmatig verversen van feeds; de frequentie waarmee dit gebeurt is echter niet gelijk voor alle feeds.[19] WebSub-feeds worden vrijwel onmiddellijk ververst.[19]
- Feeditems lezen/bekijken en markeren als gelezen/ongelezen.

Een account is gratis tot en met 100 feeds. De Premium-versie biedt maximaal 500 feeds, beschikt over een zoekfunctie waar in de volledige tekst van feeditems kan gezocht worden en houdt feedberichten 1 jaar bij.
Gebruikers van andere feedreaders kunnen RSS-feeds importeren in The Old Reader via een OPML-exportbestand. The Old Reader kan eveneens een OPML-bestand genereren van de aanwezige webfeeds, voor gebruik in andere feedreaders.
Met een browserbookmarklet kunnen gebruikers feeds toevoegen aan hun account.
Er is een mobiele versie van de website beschikbaar.
De site ondersteunt het delen van inhoud via sociale media, inclusief de mogelijkheid om content te liken, en om vrienden van socialenetwerksites te vinden die de site ook gebruiken indien met een Google- of Facebookaccount wordt ingelogd. Er is ook ondersteuning voor Spritz, een service om content sneller te kunnen lezen.

## Mobiele applicaties
De Old Reader heeft een API ontwikkeld en gratis beschikbaar gesteld om het ontwikkelen van mobiele applicaties te vergemakkelijken. De dienst wordt ondersteund door een aantal mobiele applicaties, waaronder Reeder en Feeddler voor iOS en Greader voor Android (niet meer beschikbaar sinds 2018).